# Leopoldsdorf (Wien-Umgebung)
Leopoldsdorf is een gemeente in de Oostenrijkse deelstaat Neder-Oostenrijk, gelegen in het district Bruck an der Leitha (BL). De gemeente heeft ongeveer 3400 inwoners.

## Geografie
Leopoldsdorf heeft een oppervlakte van 6,94 km². Het ligt in het noordoosten van het land, vlak bij de hoofdstad Wenen.
Van 1954 tot en met 31 december 2016 maakte de gemeente deel uit van het district Wien-Umgebung (WU). Dit district werd per 1 januari 2017 opgeheven. Sinds die datum hoort Leopoldsdorf bij het district Bruck an der Leitha.